# Aloe zebrina
Aloe zebrina är en grästrädsväxtart som beskrevs av John Gilbert Baker. Aloe zebrina ingår i släktet Aloe och familjen grästrädsväxter. Inga underarter finns listade i Catalogue of Life.

## Bildgalleri

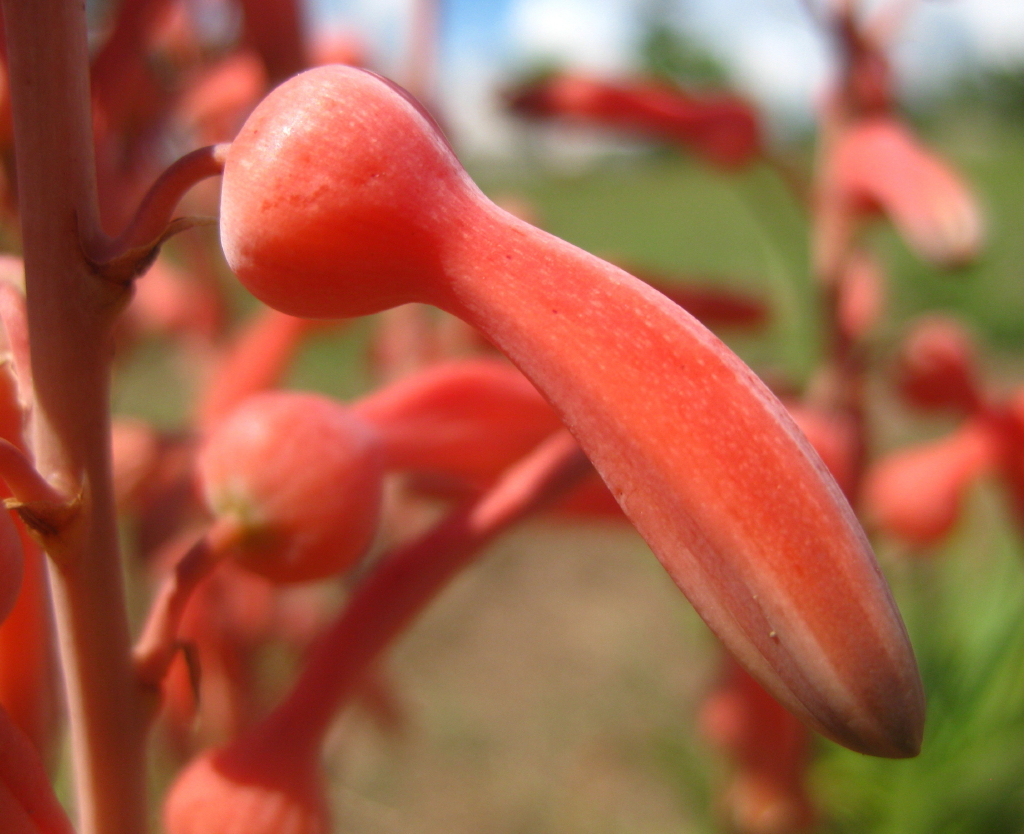
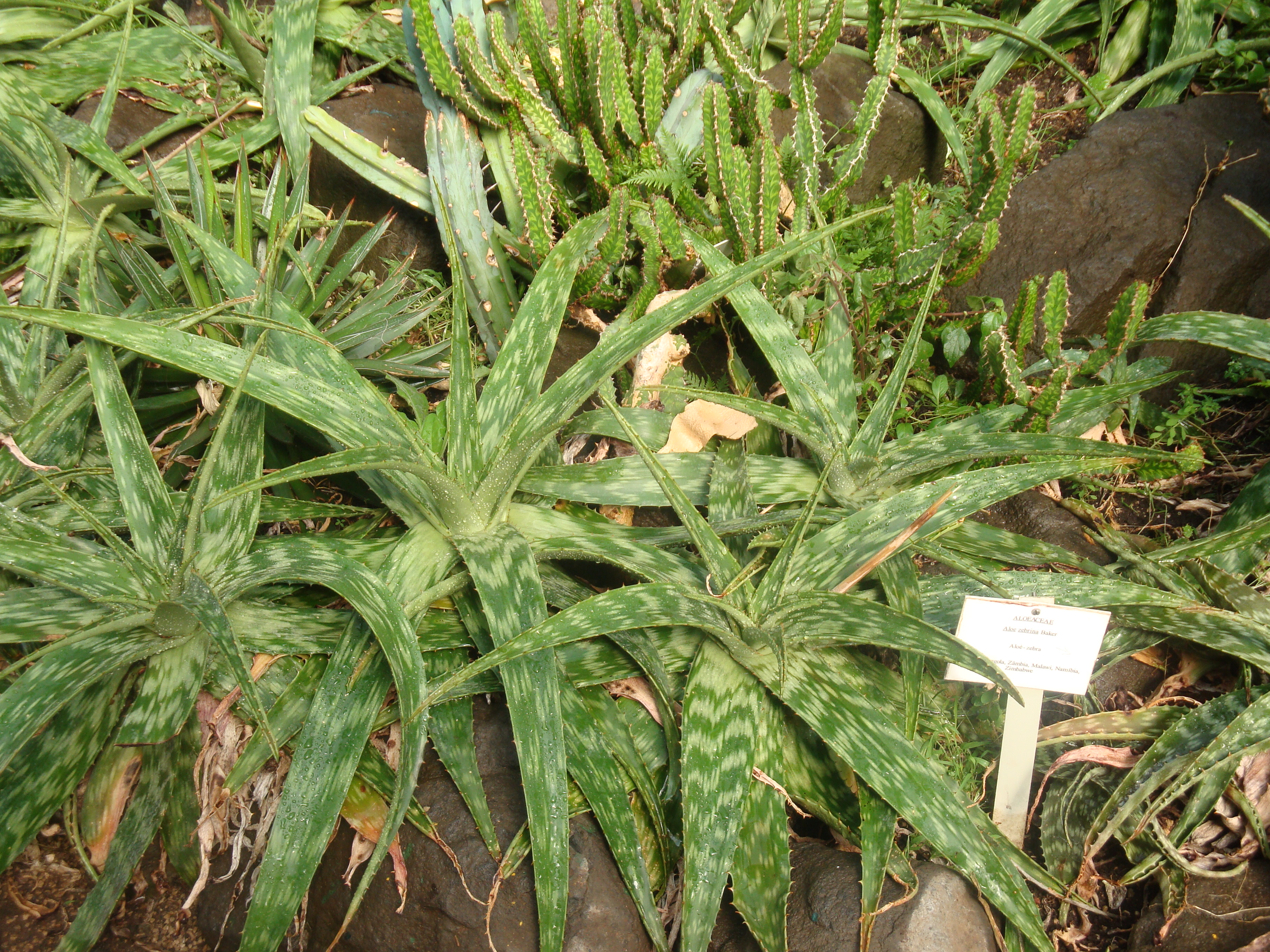
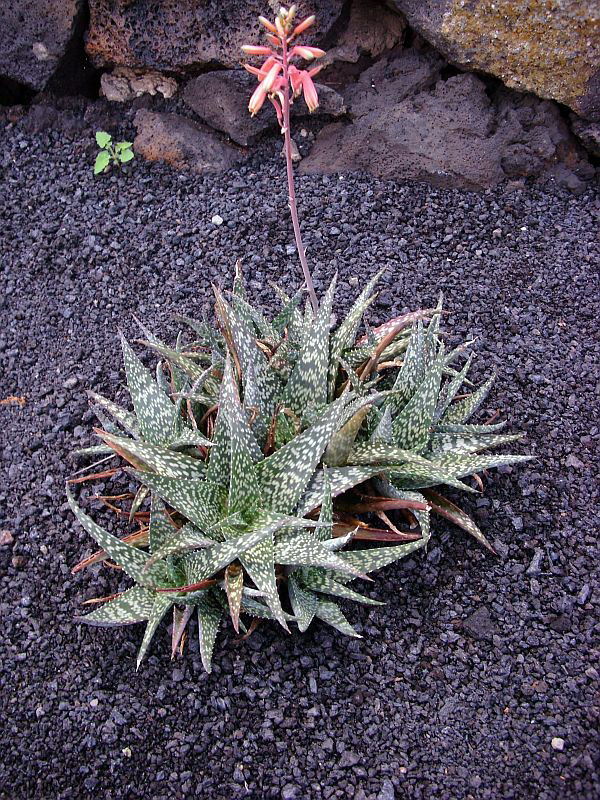
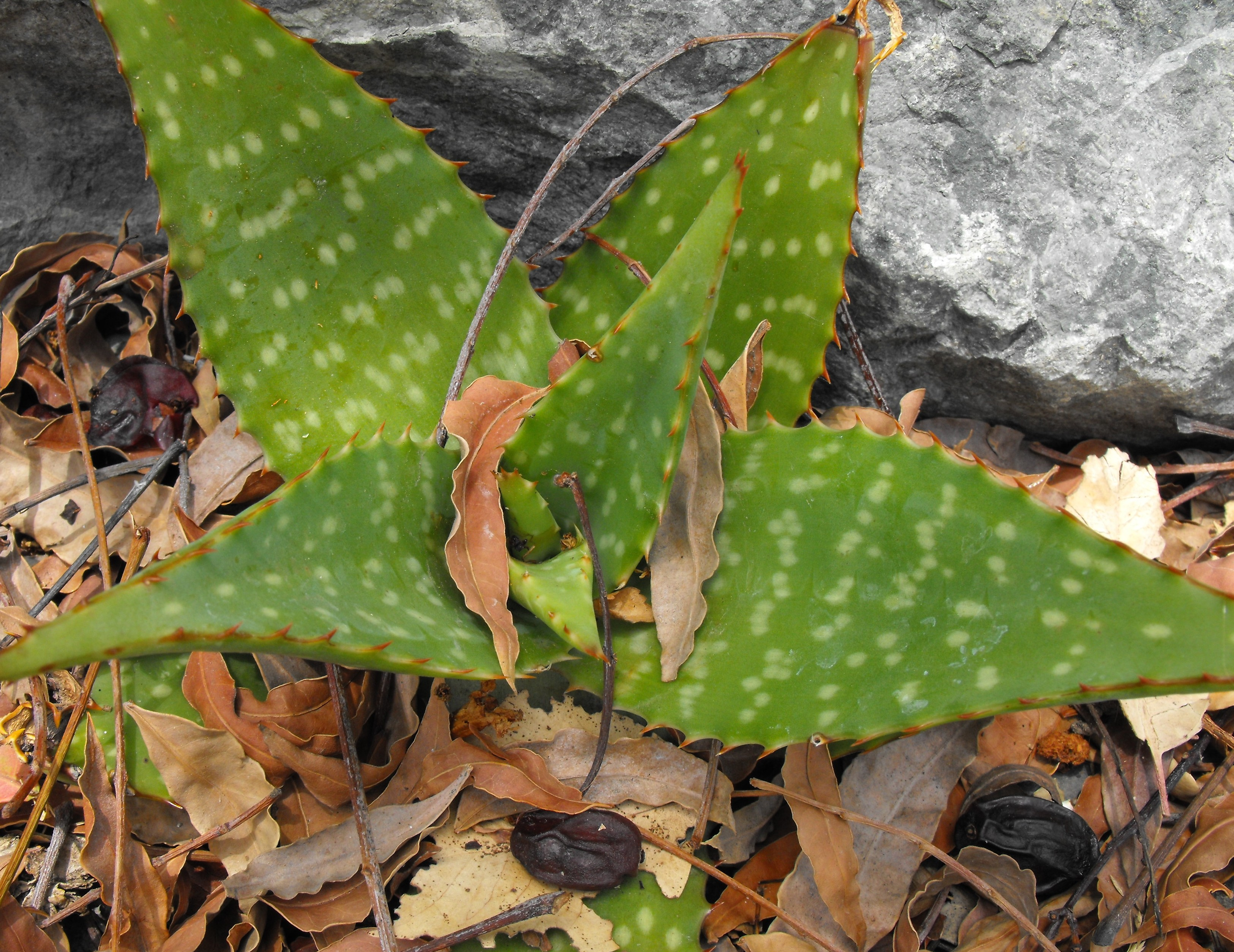
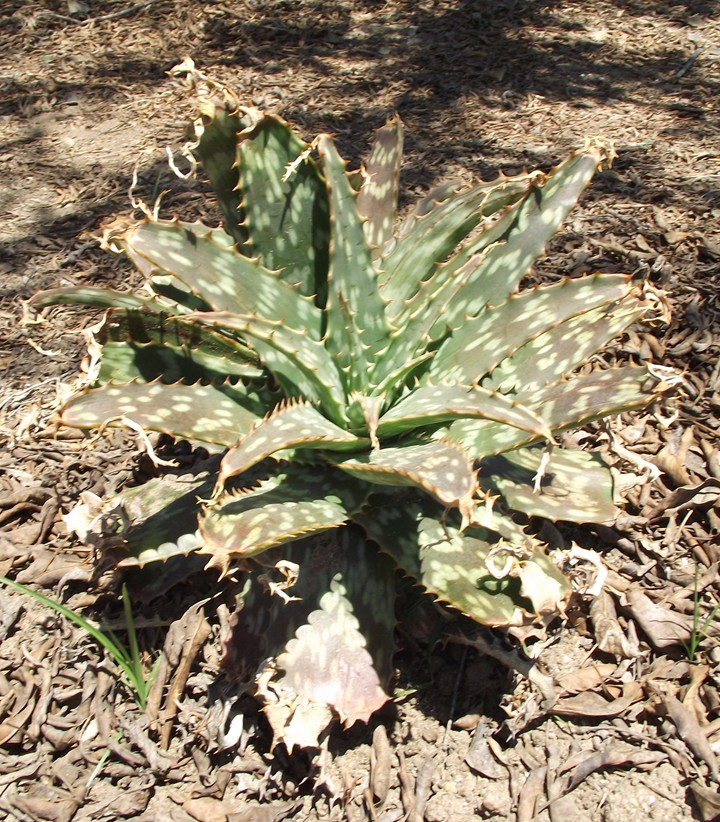